# Sportsnet
Sportsnet ist ein kanadischer, englischsprachiger Fernsehsender mit Sitz in Toronto. Der Sender gehört zu Rogers Media, der rund um die Uhr ausschließlich Sportprogramme ausstrahlt.

## Übertragungsrechte
Ab der Saison 2014/15 verfügt Sportsnet über die Übertragungsrechte für die National Hockey League (NHL) in Kanada. Einige Spiele werden jedoch an CBC sublizenziert. Daneben hält Rogers Direktverträge mit einigen Teams. Der Muttergesellschaft Rogers gehören neben dem Baseballteam Toronto Blue Jays 37,5 % der Anteile der Toronto Maple Leafs.
Von 2012 bis 2015 hält Sportsnet die kanadischen Übertragungsrechte für die UEFA Champions League. Dabei werden pro Spieltag bis zu vier Spiele gleichzeitig live übertragen.

## Geschichte

### CTV Sportsnet
Sportsnet wurde am 9. Oktober 1998 als CTV Sportsnet gegründet. CTV verfügte über 40 % der Anteile des Sendernetzwerkes, weitere Unternehmen die daran je zu 20 % beteiligt waren Rogers, Molson und Fox. Der Sender begann mit der Ausstrahlung der NHL.

### Übernahme durch Rogers Media
CTV kaufte im Jahre 2000 Netstar, den Mutterkonzern von The Sports Network (TSN). Die Behörde Canadian Radio-Television and Telecommunications Commission (CRTC) stimmte der Übernahme jedoch unter Auflagen zu. CTV musste seine Beteiligung an Sportsnet verkaufen, bevor sie Netstar übernehmen durfte. Rogers Communications war als einziges Unternehmen an den Kauf interessiert, so dass die Übernahme im Jahre 2001 erfolgreich vollzogen werden konnte, und der Sender seinen Label von CTV Sportsnet in Rogers Sportsnet änderte. Während der Übernahmetransaktion hatte jedoch CTV Einfluss auf beide Sender bei der Programmgestaltung. Im Laufe der folgenden Jahre übernahm Rogers Communication auch die Anteile von Molsons und Fox, so dass das Unternehmen der einzige Gesellschafter ist.
Im Herbst 2011 erfolgte eine Umstrukturierung des Senders, der seitdem unter dem Namen Sportsnet operiert.

## Kanäle

### Fernsehen
Neben dem Hauptkanal Sportsnet mit seinen vier regionalen Feeds, werden von Rogers drei weitere Kanäle unter der Marke Sportsnet betrieben:
- Sportsnet One (seit 2010; Fokus auf Wintersport, erweiterte Berichterstattung über regionale NHL-Teams)
- Sportsnet World (seit 2011; Fokus auf Premier League und europäischer Fußball, Rugby, Gaelic Football, Cricket und Hurling)
- Sportsnet 360 (seit 2013; Fokus auf MMA, Fußball, Basketball, Universitätssport und Wrestling)

#### Regionale Feeds
Rogers Sportsnet sendet sein Programm, wie die Sender in den Vereinigten Staaten, stark Regional aus. Dabei wird besonderes Gewicht auf die Berichterstattung über die jeweils regionalen Teams gelegt; z. B. mit Hintergrundberichten, Liveberichterstattung aus der Kabine etc.
- Sportsnet East versorgt den Osten von Ontario. Von Pembroke in Norden bis nach Belleville im Süden, sowie Québec, New Brunswick, Nova Scotia, Prince Edward Island, und Newfoundland und Labrador.
- Sportsnet Ontario versorgt die ganze Provinz Ontario, außer die Region von Ontario, die von Sportsnet East versorgt wird.
- Sportsnet West versorgt Manitoba, Saskatchewan, Alberta, Nunavut und die Northwest Territories.
- Sportsnet Pacific versorgt British Columbia und den Yukon.

Alle vier Feeds werden im Standard System und in HD-Format ausgestrahlt.
Die Kabelnetzbetreiber dürfen auf dem analogen Kabelnetz nur die lokalen Sportsnet Feeds anbieten. Alle vier Feeds können im Digitalen Kabelnetz empfangen werden.

### Sportsnet Radio
Im Januar 2011 wurden zwei Sportradiosender gegründet. CJCL Toronto (The FAN 590) und CFAC Calgary (The FAN 960). Auf denen Sportberichte Live übertragen werden.

## Programm
Wie auch die US-amerikanischen Sportsender, sendet Sportsnet regionale als auch nationale, internationale Spiele. Sportsnet ist der größte regionale Berichterstatter der NHL. Der Sender mit seinen vier regionalen Feeds, berichtet Live von den Spielen der regionalen Hockeymannschaften. Berichtet wird bei Spielen über die professionellen Mannschaften: Ottawa Senators auf Sportsnet East, die Toronto Maple Leafs auf Sportsnet Ontario, von den Calgary Flames und Edmonton Oilers auf Sportsnet West und den Vancouver Canucks auf Sportsnet Pacific. Über die Canadiens de Montréal und Winnipeg Jets berichtet Sportsnet nicht, da diese andere Verträge mit The Sports Network haben. Als weiteres überträgt Sportsnet als größter Abnehmer auch Wettkämpfe bei der Canadian Hockey League (CHL). Darin über nationale und regional Spiele, und der Verleihung des Memorial Cup.
Rogers Sportsnet ist der größte Sender in Kanada der über die Major League Baseball berichtet. Der Sender verfügt über Übertragungsrechte von allen All-Star Games und Spiele nach der Hauptsaison. Der Sender berichtet über die Spiele der Toronto Blue Jays.
Seit 2005 überträgt der Sender auch die Spiele der National Football League (NFL). Lokale Studios verfügt der Sender über CityTV, der zu Rogers Communications gehört in Toronto, Vancouver, Calgary und Edmonton.
Anfang 2005 erhielt Sportsnet und CTV die Rechte an der Übertragung der Olympischen Winterspiele 2010 sowie der Olympischen Spiele 2012.
Sportsnet erhielt die Rechte zur Übertragung der UEFA Champions League ab 2009 und für den UEFA Super Cup. Seit 2010 überträgt der Sender auch Fußballturniere beim Canadian Championship und darüber hinaus Spiele der drei professionellen kanadischen Fußballteams in der Major League Soccer: Toronto FC, Montreal Impact und die Vancouver Whitecaps.

### Sendungen
- Sportsnet Connected – berichtet täglich über Highlights, aktuelle Sportnachrichten und Programm.
- Hockeycentral – berichtet über aktuelle Ereignisse in der Welt der NHL.
- Hockeycentral at Noon – Kurzzusammenfassung des Tages am Mittag.
- IBM Golf Report – berichtet wird über aktuelle Ereignisse in der Welt des Golfs.
- Soccercentral – berichtet über aktuelle Ereignisse in der Welt des Fußballs.